# WTA Monterrey
Das WTA Monterrey (offiziell: Abierto Monterrey, vorher Monterrey Open Afirme bzw. Whirlpool Monterrey Open) ist ein Damen-Tennisturnier der WTA Tour, das seit 2009 in der mexikanischen Stadt Monterrey ausgetragen wird.

## Siegerliste

### Einzel
| Jahr                         | Siegerin                     | Finalgegnerin      | Ergebnis         |
| ---------------------------- | ---------------------------- | ------------------ | ---------------- |
| ↓ Kategorie: International ↓ |                              |                    |                  |
| 2009                         | Marion Bartoli               | Li Na              | 6:4, 6:3         |
| 2010                         | Anastassija Pawljutschenkowa | Daniela Hantuchová | 1:6, 6:1, 6:0    |
| 2011                         | Anastassija Pawljutschenkowa | Jelena Janković    | 2:6, 6:2, 6:3    |
| 2012                         | Tímea Babos                  | Alexandra Cadanțu  | 6:4, 6:4         |
| 2013                         | Anastassija Pawljutschenkowa | Angelique Kerber   | 4:6, 6:2, 6:4    |
| 2014                         | Ana Ivanović                 | Jovana Jakšić      | 6:2, 6:1         |
| 2015                         | Timea Bacsinszky             | Caroline Garcia    | 4:6, 6:2, 6:4    |
| 2016                         | Heather Watson               | Kirsten Flipkens   | 3:6, 6:2, 6:3    |
| 2017                         | Anastassija Pawljutschenkowa | Angelique Kerber   | 6:4, 2:6, 6:1    |
| 2018                         | Garbiñe Muguruza             | Tímea Babos        | 3:6, 6:4, 6:3    |
| 2019                         | Garbiñe Muguruza             | Wiktoryja Asaranka | 6:1, 3:1 Aufgabe |
| 2020                         | Elina Switolina              | Marie Bouzková     | 7:5, 4:6, 6:4    |
| ↓ Kategorie: 250 ↓           |                              |                    |                  |
| 2021                         | Leylah Fernandez             | Viktorija Golubic  | 6:1, 6:4         |
| 2022                         | Leylah Fernandez             | Camila Osorio      | 6:75, 6:4, 7:63  |
| 2023                         | Donna Vekić                  | Caroline Garcia    | 6:4, 3:6, 7:5    |
| ↓ Kategorie: 500 ↓           |                              |                    |                  |
| 2024                         | Linda Nosková                | Lulu Sun           | 7:66, 6:4        |

### Doppel
| Jahr                         | Siegerinnen                                    | Finalgegnerinnen                          | Ergebnis          |
| ---------------------------- | ---------------------------------------------- | ----------------------------------------- | ----------------- |
| ↓ Kategorie: International ↓ |                                                |                                           |                   |
| 2009                         | Nathalie Dechy Mara Santangelo                 | Iveta Benešová Barbora Záhlavová-Strýcová | 6:3, 6:4          |
| 2010                         | Iveta Benešová Barbora Záhlavová-Strýcová      | Anna-Lena Grönefeld Vania King            | 3:6, 6:4, [10:8]  |
| 2011                         | Iveta Benešová Barbora Záhlavová-Strýcová      | Anna-Lena Grönefeld Vania King            | 6:78, 6:2, [10:6] |
| 2012                         | Sara Errani Roberta Vinci                      | Kimiko Date-Krumm Zhang Shuai             | 6:2, 7:66         |
| 2013                         | Tímea Babos Kimiko Date-Krumm                  | Eva Birnerová Tamarine Tanasugarn         | 6:1, 6:4          |
| 2014                         | Darija Jurak Megan Moulton-Levy                | Tímea Babos Wolha Hawarzowa               | 7:65, 3:6, [11:9] |
| 2015                         | Gabriela Dabrowski Alicja Rosolska             | Anastasia Rodionova Arina Rodionova       | 6:3, 2:6, [10:3]  |
| 2016                         | Anabel Medina Garrigues Arantxa Parra Santonja | Petra Martić Maria Sanchez                | 4:6, 7:5, [10:7]  |
| 2017                         | Nao Hibino Alicja Rosolska                     | Dalila Jakupović Nadija Kitschenok        | 6:2, 7:64         |
| 2018                         | Naomi Broady Sara Sorribes Tormo               | Desirae Krawczyk Giuliana Olmos           | 3:6, 6:4, [10:8]  |
| 2019                         | Asia Muhammad Maria Sanchez                    | Monique Adamczak Jessica Moore            | 7:62, 6:4         |
| 2020                         | Kateryna Bondarenko Sharon Fichman             | Miyu Katō Wang Yafan                      | 4:6, 6:3, [10:7]  |
| ↓ Kategorie: 250 ↓           |                                                |                                           |                   |
| 2021                         | Caroline Dolehide Asia Muhammad                | Heather Watson Zheng Saisai               | 6:2, 6:3          |
| 2022                         | Catherine Harrison Sabrina Santamaria          | Han Xinyun Jana Sisikowa                  | 1:6, 7:5, [10:6]  |
| 2023                         | Yuliana Lizarazo María Paulina Pérez García    | Kimberly Birrell Fernanda Contreras Gómez | 6:3, 5:7, [10:5]  |
| ↓ Kategorie: 500 ↓           |                                                |                                           |                   |
| 2024                         | Guo Hanyu Monica Niculescu                     | Giuliana Olmos Alexandra Panowa           | 3:6, 6:3, [10:4]  |